# ABC (tijdschrift)
ABC was een Belgisch Nederlandstalig tijdschrift.

## Historiek
Het eerste exemplaar verscheen 31 januari 1932 en werd uitgegeven op initiatief van samenwerkende maatschappij Het Licht te Gent en Ontwikkeling te Antwerpen als zusterblad van Vooruit. Tijdens de Tweede Wereldoorlog verscheen het weekblad niet. De laatste editie verscheen in februari 1973.

## Bekende (ex-)medewerkers
- Frans Detiège
- George Hamers[1]